# Hofmark Fürstenstein

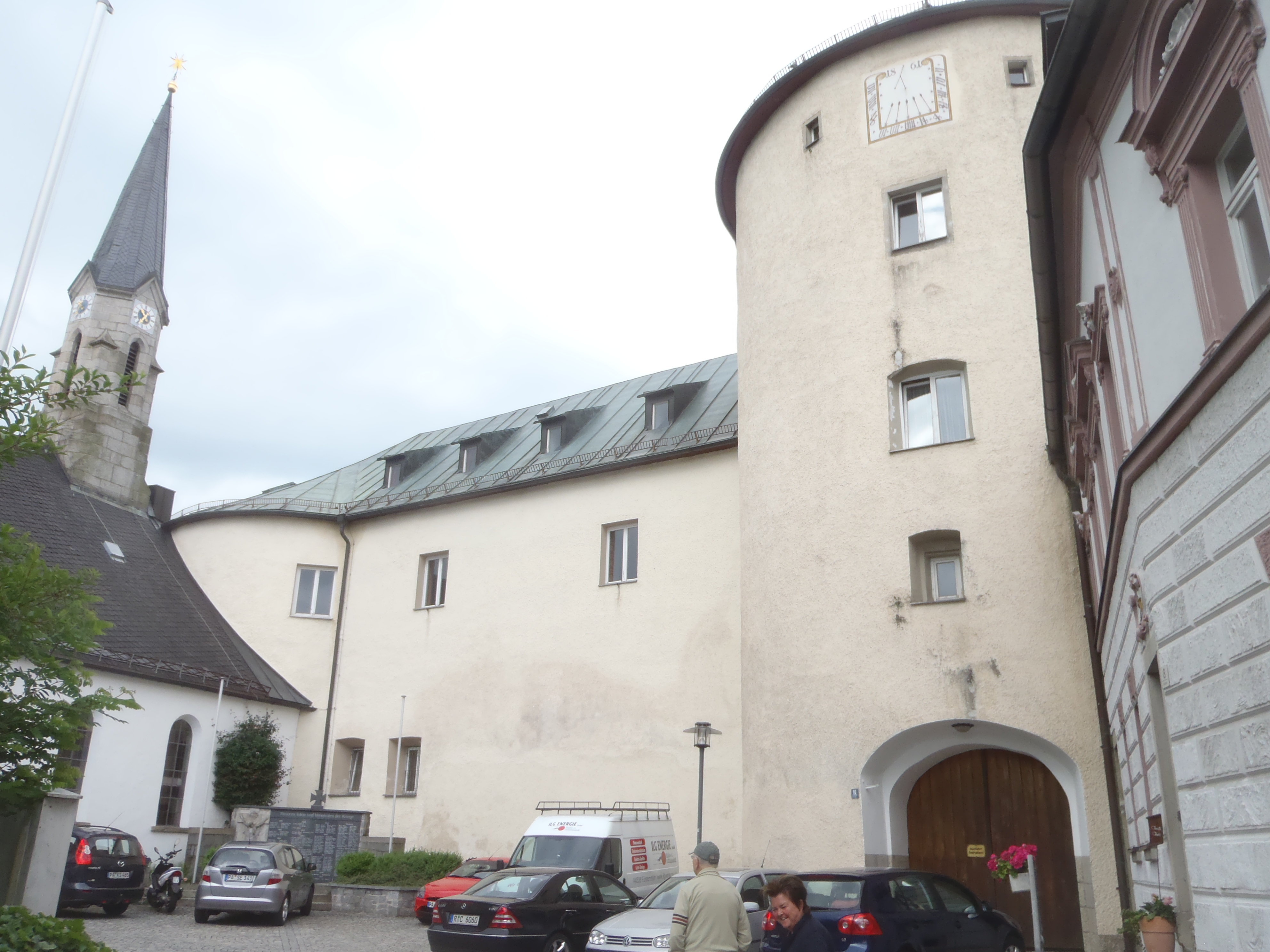
Schloss Fürstenstein

Die Hofmark Fürstenstein war eine geschlossene Hofmark mit Sitz in Fürstenstein, heute eine Gemeinde im niederbayerischen Landkreis Passau.

## Geschichte
Im Jahr 1366 wurde Fürstenstein erstmals urkundlich erwähnt. Damals war Albrecht der Puchberger Pfleger im Dienst des bayerischen Herzogs. Herzog Albrecht I. überließ 1381 die Burg dem Landgrafen Johann von Leuchtenberg als Leibgeding, 1396 erhielt sie Wilhelm Puchberger. Dessen Sohn Wilhelm verkaufte die Burg nach dem Tod seines Vaters im Jahr 1416 an seine Neffen Georg und Asam zu Winzer. Asam, durch Vertrag bald Alleinbesitzer, verkaufte die Burg 1435 an Bischof Leonhard von Passau.
Dieser Verkauf wurde 1437 rückgängig gemacht und einer der Söhne Asams wurde Burgherr. Nach seinem Tod 1460 verkaufte 1476 seine Tochter Elisabeth Fürstenstein die Hofmark an die Schwarzensteiner zu Englburg. Artolf Schwarzensteiner ließ die Burg 1570 zum Schloss ausbauen. Unter den Schwarzensteinern bekam die Hofmark einen großen Güterzuwachs. Im Historischen Atlas von Bayern sind die umfangreichen Güter aufgeführt und auf einer Karte dargestellt (siehe Weblink unten).
Nach dem Aussterben der Schwarzensteiner im Jahr 1617 fiel die Hofmark den Grafen von Taufkirchen zu. Durch Heirat kam sie in gemeinsamen Besitz an Wilhelm Notthafft von Wernberg und Christoph von Thürheim. Nach 1680 fiel durch Heirat der Erbtochter das Schloss und die Hofmark an Ludwig Graf von Perusa. Die Perusas wohnten niemals im Schloss, sondern ließen die Hofmark durch einen Pfleger verwalten.
Schloss Fürstenstein kam 1803 durch Heirat an den großherzoglich-hessischen Generalleutnant Graf Heinrich von Oyen (1771–1850), dieser nannte sich nun Oyen zu Fürstenstein. Er verkaufte 1836 den Gutsbesitz an den bayerischen Staat und das Schloss an den Posthalter Maier.